# فضل الهادی وزین
فضل الهادی وزین (متولد ۱۳۴۴ خورشیدی، در ولسوالی سرخ ولایت پروان) سیاست‌مدار اهل افغانستان و معاون اول ریاست جمهوری در دسته انتخاباتی “صلح وعدالت اسلامی” به رهبری گلبدین حکمتیار و همچنین عضو اتحادیه جهانی علمای مسلمان است.

## زندگی‌نامه
فضل الهادی وزین فرزند ارشد قاضی محمد عمر ممتاز در سال ۱۳۴۴ هجری شمسی از دره سبز ولسوالی سرخ و پارسای وادی غوربند ولایت پروان افغانستان است. وی تعلیمات ابتدایی خویش را در کابل و پروان و دوره متوسطه و ثانوی را در مدرسه عالی دارالعلوم عربی کابل به پایان رسانید.وزین دوره لسانس را درشرعیات ( اصول الدین) و دوره ماستری را در تخصص تفسیر و حدیث از دانشگاه اسلامی بین‌المللی اسلام آباد به پایان رسانیده است. وی دارای هشت فرزند ( چهار دختر و چهار پسر ) می باشد.

### فعالیت سیاسی
در دوره حکومت کمونستی وزین برای مدتی به سبب فعالیت و مبارزات جهادی به زندان رفت و پس از شکنجه فراوان در سال ۱۳۵۹ از باستیل بدنام پلچرخی آزاد شد و به جبهات جهاد در ولایت پروان پیوست.وی در جبهه در بخش تعلیم و تربیه بویژه تهیه و تألیف کتب درسی برای شاگردان مکاتب مصروف بود.وزین پس ازهجرت در کمیته فرهنگی اتحاد اسلامی مجاهدین افغانستان ( مشهو به اتحاد هفتگانه) بحیث عضو مسلکی در رادیو صدای افغانستان انجام وظیفه نموده و نویسنده، گوینده و تهیه کننده برنامه های رادیویی بود.در عین وقت مقالات و نوشته های وزین درجراید و مجلات مجاهدین چون روزنامه شهادت، مجله شفق، مجله شهید پیغام، مجله قیام حق، جریده وحدت اسلامی، پیام زن مسلمان، مجلات عربی الموقف والمجاهدون به طور مسلسل به نشر می رسید.

## اتحادیه جهانی علمای مسلمان و مجمع علمی علمای افغانستان
فضل الهادی وزین همچنین عضور اتحادیه جهانی علمای مسلمان و مجمع علمی علمای افغانستان است.

## وظایف
- عضو مجلس اداره مرکز فرهنگی اسلامی افغانستان
- عضو دارالانشای شورای صلح و نجات افغانستان
- عضو مجلس تنسیق علمای افغانستان
- عضو مجمع علمی علمای افغانستان
- معاون مجمع حمایت از مساجد، مدارس، مکاتب و مقدسات اسلامی مردم افغانستان
- عضو بورد علمی مرکز مطالعات استراتژیک و منطقوی در کابل
- عضو شورای موسسان دانشگاه سلام
- عضو شورای علمی و بورد ماستری دانشگاه سلام
- عضو اتحاد جهانی علمای مسلمان
- عضو دارالانشای انجمن کوالالامپور برای فکر و تمدن ( منتدی کوالا لامبور للفکر و الحضاره).
- عضو شورای استشاری عالی در انجمن بین‌المللی خانواده در استانبول.

## انتخابات ریاست‌جمهوری ۱۳۹۸
فضل الهادی وزین به همراه حفیظ الرحمن نقی به عنوان معاونین گلبدین حکمتیار دسته‌انتخاباتی «صلح وعدالت اسلامی» را تشکیل دادند و برای انتخابات ریاست جمهوری ثبت نام کردند.«گلبدین حکمتیار برای انتخابات ریاست‌جمهوری سال آینده ثبت نام کرد». طلوع‌نیوز. دریافت‌شده در ۲۰۱۹-۰۱-۱۹.